# Rogoselo
Rogoselo is een bestuurslaag in het regentschap Pekalongan van de provincie Midden-Java, Indonesië. Rogoselo telt 3100 inwoners (volkstelling 2010).